# Антонелло да Мессина
Антоне́лло да Месси́на, настоящее имя: Антонелло ди Джованни дельи Антони (итал. Antonello di Giovanni degli Antoni, Antonello da Messina; ок. 1429, Мессина, Сицилия — 1479, Мессина) — итальянский живописец раннего Возрождения, периода кватроченто южно-италийской школы. Первый из известных живописцев эпохи Возрождения в Южной Италии. Учитель сицилийского художника Джироламо Алибранди, прозванного «мессинским Рафаэлем».

## Биография
Антонелло родился в городе Мессина на Сицилии между 1429 и 1431 годами в семье Джованни де Антонио и Гариты (вероятно, Маргариты). Дед Антонелло по отцовской линии, Микеле де Антонио, был владельцем бригантины Сант-Андреа, на которой он в 1406 году перевозил калабрийский лес в Сиракузы. Сын Микеле де Антонио, мастер Джованни, фигурирует в нотариальных актах как гражданин Мессины, мраморщик и мелкий строитель: в 1446 году он получил заказ на алтарь для церкви Сан-Джованни-Герозолимитано; его дети: Антонелло, Джордано, и дочь, возможно, Орланда, упомянутая в завещании её более известного брата, составленном в 1479 году, вышла замуж за Джованни де Салиба, или Ресалиба, скульптора и резчика по дереву.
Начальное обучение Антонелло, вероятно, проходило между Мессиной и Палермо, хотя недавние исследования показывают присутствие художника в Алькамо (Сицилия). Судя по нотариальным документам, можно заключить, что Антонелло в возрасте пятнадцати лет заключил контракт с мастером-кожевником Гульельмо Адранья д’Алькамо. Контракт, заключенный с нотариусом Руджеро Галандуччо, датирован 2 сентября 1438 года: молодой «Антонеллус де Миссана» обязуется работать в течение трёх лет и научиться искусству изготовления кожи.

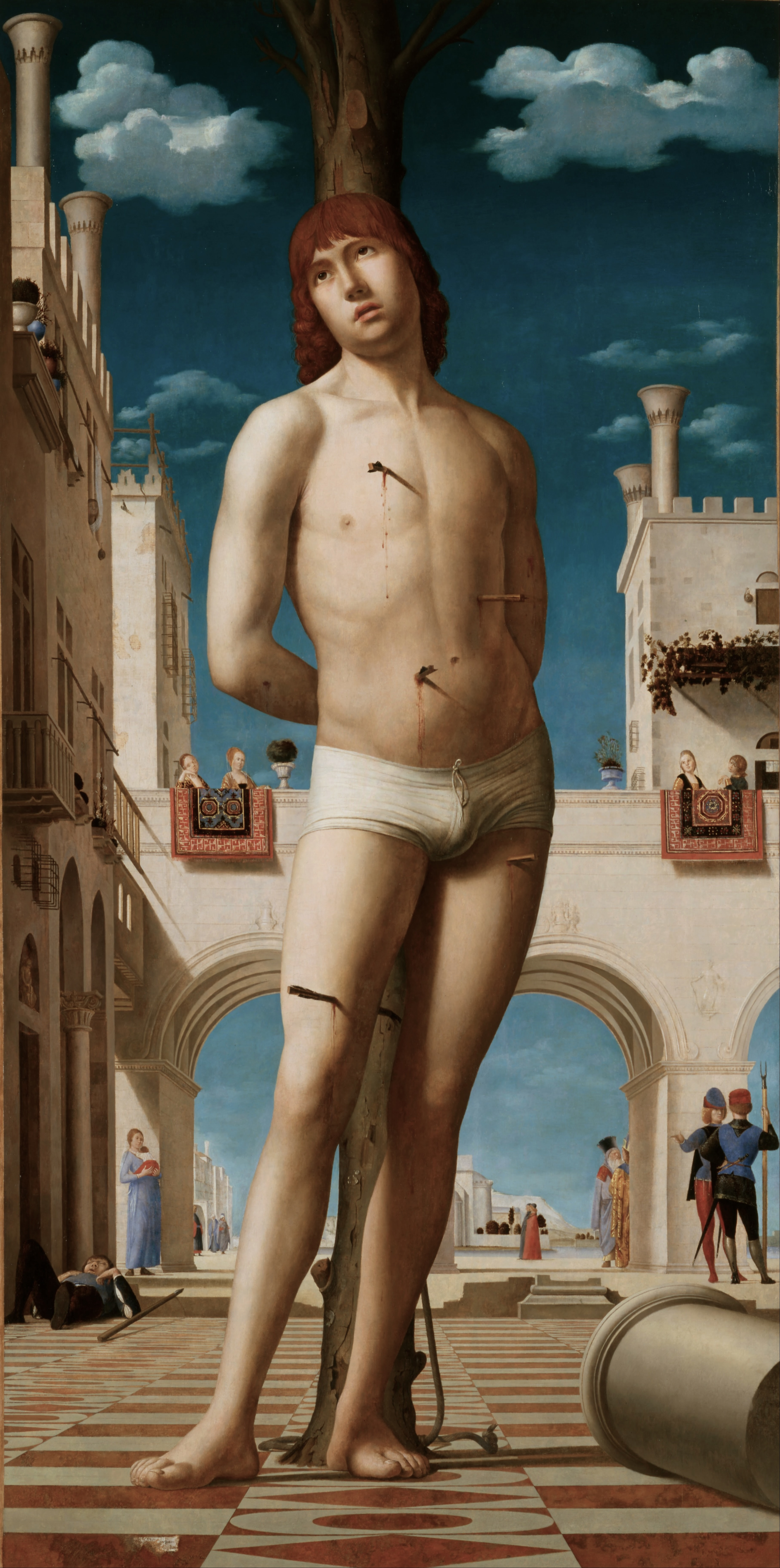
Святой Себастьян. 1476. Дерево (переведена на холст), масло. Галерея старых мастеров, Дрезден

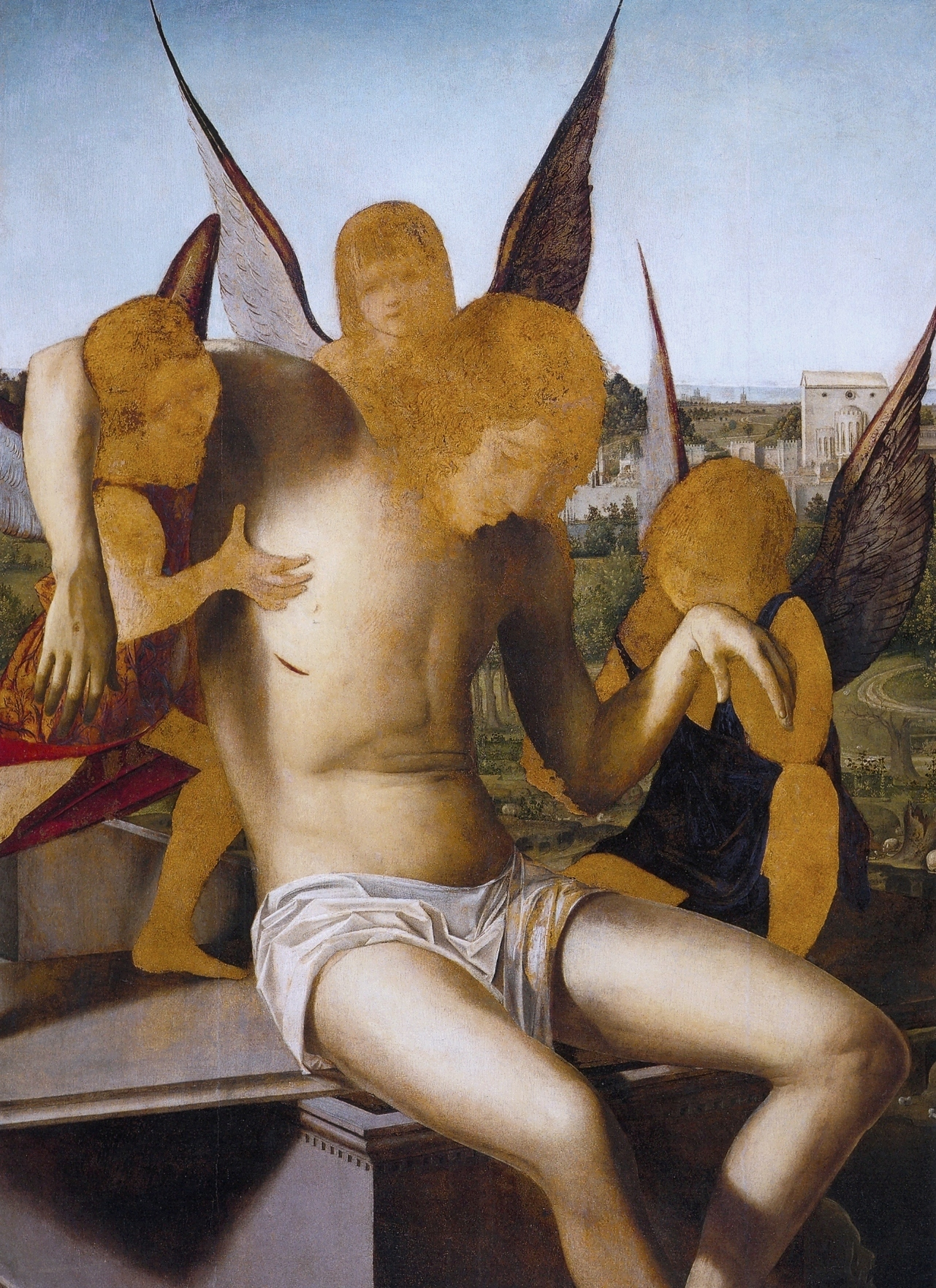
Мёртвый Христос, поддерживаемый ангелами. Ок. 1460. Дерево, масло. Музей Коррер, Венеция

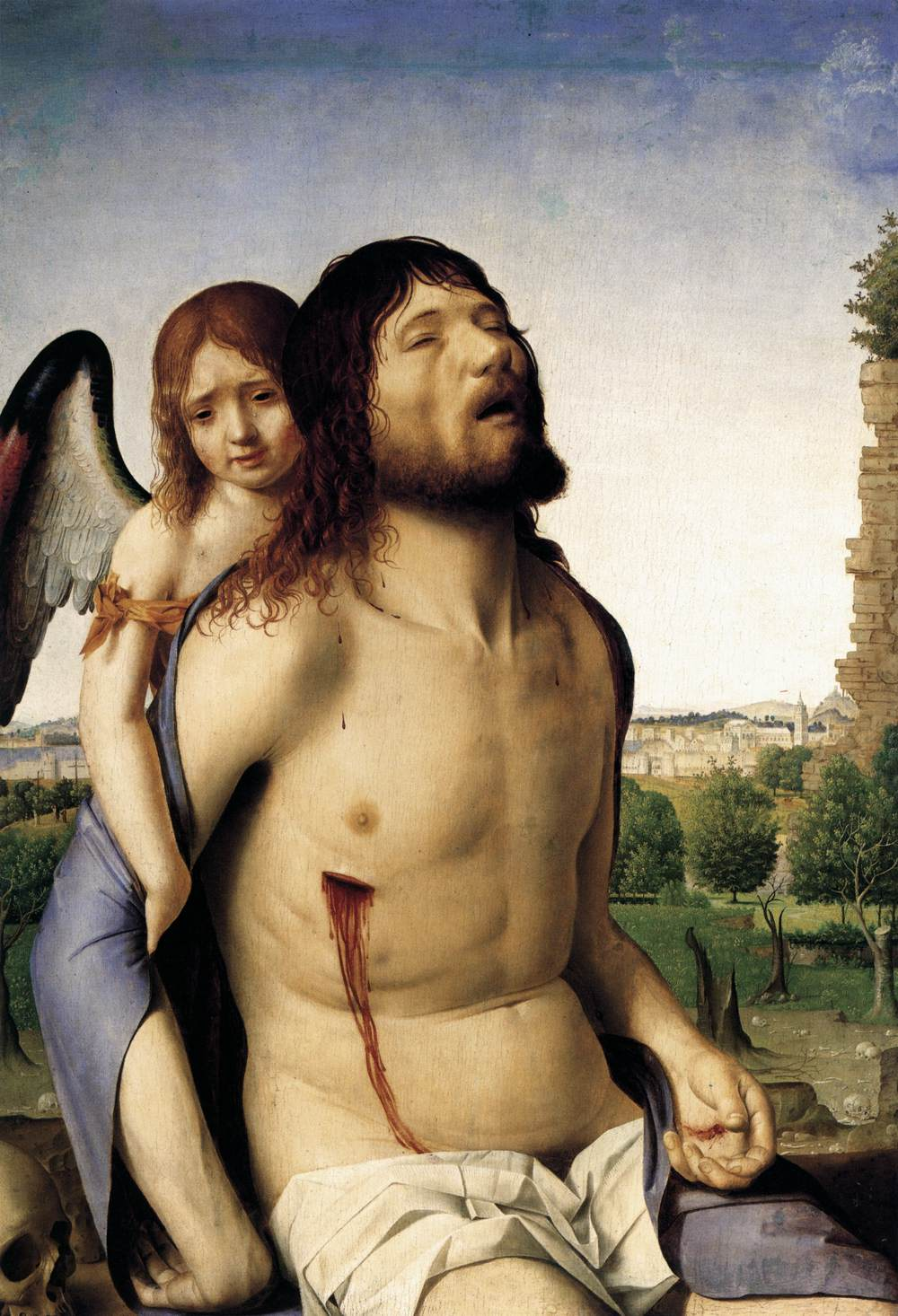
Мёртвый Христос, поддерживаемый ангелом. Между 1475 и 1478. Дерево, масло. Прадо, Мадрид

Около 1450 года Антонелло находился в Неаполе, где, по свидетельству Пьетро Суммонте в письме Маркантонио Михeлю, был подмастерьем в мастерской художника Колантонио. Там он познакомился с фламандской, испанской и провансальской живописью, имевшейся в королевских коллекциях, а также на примере произведений иностранных художников, работавших сначала при анжуйском, а с 1442 года — при арагонском дворе. Антонелло этого периода приписывают «десять панелей с францисканскими благословениями», созданными для алтарного образа, написанного Колантонио для базилики Сан-Лоренцо-Маджоре в Неаполе.
Около 1460 года Антонелло приписывают создание «Мадонны» из собрания Дж. Солтинга (Madonna Salting), иконография и фламандская манера живописи которой сочетаются с объёмным построением фигур, заимствованным у Пьеро делла Франческа, возможно, при посредстве произведений Ангеррана Картона, живописца авиньонской школы. К 1460 году относятся два панно из Реджо-ди-Калабрии с изображением «Посещения тремя ангелами Авраама» и «Кающегося в пустыне Святого Иеронима», экспонируемые в муниципальной Пинакотеке.
В 1461 году Джордано, младший брат Антонелло, поступил в его мастерскую учеником, оговорив с ним трёхлетний контракт. В том же году Антонелло написал Мадонну с Младенцем для мессинского дворянина Джованни Мируллы (не сохранилась). В последующие годы Антонелло путешествовал по Италии, посетив Рим, области Тоскана и Марке, непременно соприкасаясь с работами Пьеро делла Франческа, от которых он позаимствовал солидную монументальность и умение организовать пространство по геометрическим правилам линейной перспективы. «Полиптих Сан-Грегорио» задокументирован в 1473 году. «Спаситель мира» (Salvator mundi, 1465—1475) — первая подписанная работа Антонелло: «Mille simo quatricentessimo sexstage/simo quinto viije Indi Antonellus / Messaneus me pinxit». В этой работе особенно заметны северная иконография и фламандская живописная манера.
В 1475 году Антонелло отправился в Венецию, где познакомился с творчеством Джованни Беллини и этот момент «считается поворотным» в истории живописи итальянского Возрождения. «Натуральный стиль нидерландской живописи Ars nova, усиленный мощной светотенью и тончайшими лессировками, соединился с романтическим пантеизмом беллиниевских пейзажей и его задумчивых Мадонн, вышедших из традиций итало-критской школы».
В тот же год Антонелло выполнил Алтарь Сан-Кассиано (сохранился частично, экспонируется в Музее истории искусств в Вене). От этой работы остались образ Девы Марии на возвышенном престоле и четыре поясных изображения святых. В этом алтаре художник обратился к классической для венецианской школы композиционной схеме «Святое Собеседование».
Зрелое творчество Антонелло да Мессина представляет собой сплав итальянских и нидерландских элементов. Он одним из первых в Италии стал работать в технике чистой масляной живописи, во многом позаимствовав её у Яна ван Эйка. Однако считается что, венецианцы пришли к этой технике независимо от Антонелло, но также под влиянием нидерландского «арс нова», в частности «Алтаря Портинари» Хуго ван дер Гуса. Техника прозрачных лессировок масляными красками позволяла распределять цвет, получая эффекты точности, мягкости и яркости, невозможные при использовании традиционной темперы.
Манера художника характеризуется тщательной проработкой деталей, интересом к монументальности форм и глубине пейзажного фона, свойственным итальянской школе. Влияния на Антонелло на таких художников, как Петрус Кристус, Ганс Мемлинг и Жан Фуке, также неоспоримы.
На картине «Мёртвый Христос, поддерживаемый ангелами» (Музей Коррер, ок. 1460) фигуры отчётливо вырисовываются на светлом фоне, где смутно различается Мессина, родной город художника. Иконография и эмоциональная трактовка темы связаны с влиянием творчества Джованни Беллини.
Написанные в Венеции картины Антонелло, например «Распятие» (1475), принадлежат к числу лучших. Знаменитый «Святой Иероним в своём кабинете» также датируется 1475 годом, хранится в Национальной галерее в Лондоне. Сцена, обрамлённая порталом, построена так, что световые лучи совпадают с перспективными линиями интерьера. Помимо книг и символов, (таких как павлин на переднем плане), в картине заметно желание художника построить конструкцию пространства, освещённого разными источниками света по фламандскому примеру. Антонелло также преуспел в создании геометрии пола, который напоминает аналогичный приём в картине «Мадонна канцлера Ролена» Яна ван Эйка.
Шедевром Антонелло да Мессина является картина «Святой Себастьян», часть несохранившегося триптиха, написанного для венецианской церкви Сан-Джулиано (Галерея старых мастеров, Дрезден). Считается, что картина написана в Венеции в 1476 году, но, возможно, она была создана после возвращения художника на Сицилию осенью того же года.
Фигура святого, привязанного к стволу дерева, составляющего вертикальную ось картины, высится в центре, её монументальность подчёркнута низкой линией горизонта. Влияние Пьеро делла Франческа заметно в строгом расположении элементов и в перспективном рисунке клеток пола. Но при этом Антонелло смягчил контуры и вставил эту сцену в современный городской пейзаж, населенный крошечными фигурками. Картина с первого взгляда озадачивает необычностью композиции. Традиционная иконография в изображении мученичества святого, пронзённого множеством стрел и изнывающего от боли, как например в изображении Святого Себастьяна падуанским художником Андреа Мантеньей (который создал три варианта картины на эту тему), уступает элегическому настроению в изображении юного и гладкого молодого тела на грани эротического любования и на фоне как бы уснувшего городского пейзажа (такая трактовка имеет обоснование: по одной из версий стрелы язычников не принесли святому вреда). Атмосфера картины наполнена спокойствием и безмятежностью. Персонажи, кажется, игнорируют сцену пыток, происходящую на переднем плане (один человек даже мирно спит, другие беседуют), будто Себастьян гарантировал своей мученической смертью мир и спокойствие города под ярко-синим небом. Упавшая колонна на переднем плане символизирует прерванную жизнь.
Между 1475 и 1478 годами Антонелло да Мессина написал впечатляющую картину «Мёртвый Христос, поддерживаемый ангелом» (Прадо, Мадрид). Спаситель показан на фоне пейзажа с черепами и сухими стволами, символизирующими смерть, на дальнем плане — город и зелень природы (символы Воскресения); тело Христа передано натуралистично, с кровоточащей раной и со страданием на лице, которому противопоставлена идеализированная красота детского лица плачущего ангела. Лицо Христа, вероятно, было взято с небольшого панно Христа у Колонны (около 1476 г.) работы Антонелло, которое теперь можно увидеть в Лувре.
Антонелло скончался в Мессине в 1479 году. В своем завещании от 14 февраля он оставил просьбу о том, чтобы его похоронили в монашеском облачении. Он разделил свое наследство поровну между женой и детьми. 25 февраля 1479 года он был объявлен мёртвым.
В Неаполе и на Сицилии работали последователи художника: его сын Якобелло д’Антонелло, также живописец, и местные художники, такие как Марко Костанцо. Однако они ограничивались воспроизведением созданных им иконографических схем. Иное произошло в Венеции, где Антонелло утвердил новый жанр портретной живописи, оказавший воздействие на метод работы многих итальянских художников. Племянник Антонелло да Мессина — Антонио де Салиба, также живописец, испытал его влияние. Младший брат Антонио — Пьетро де Салиба, или Пьетро да Мессина, и зять Антонелло да Мессина — Джованни де Салиба, оба были живописцами, скульпторами и резчиками по дереву.

## Галерея

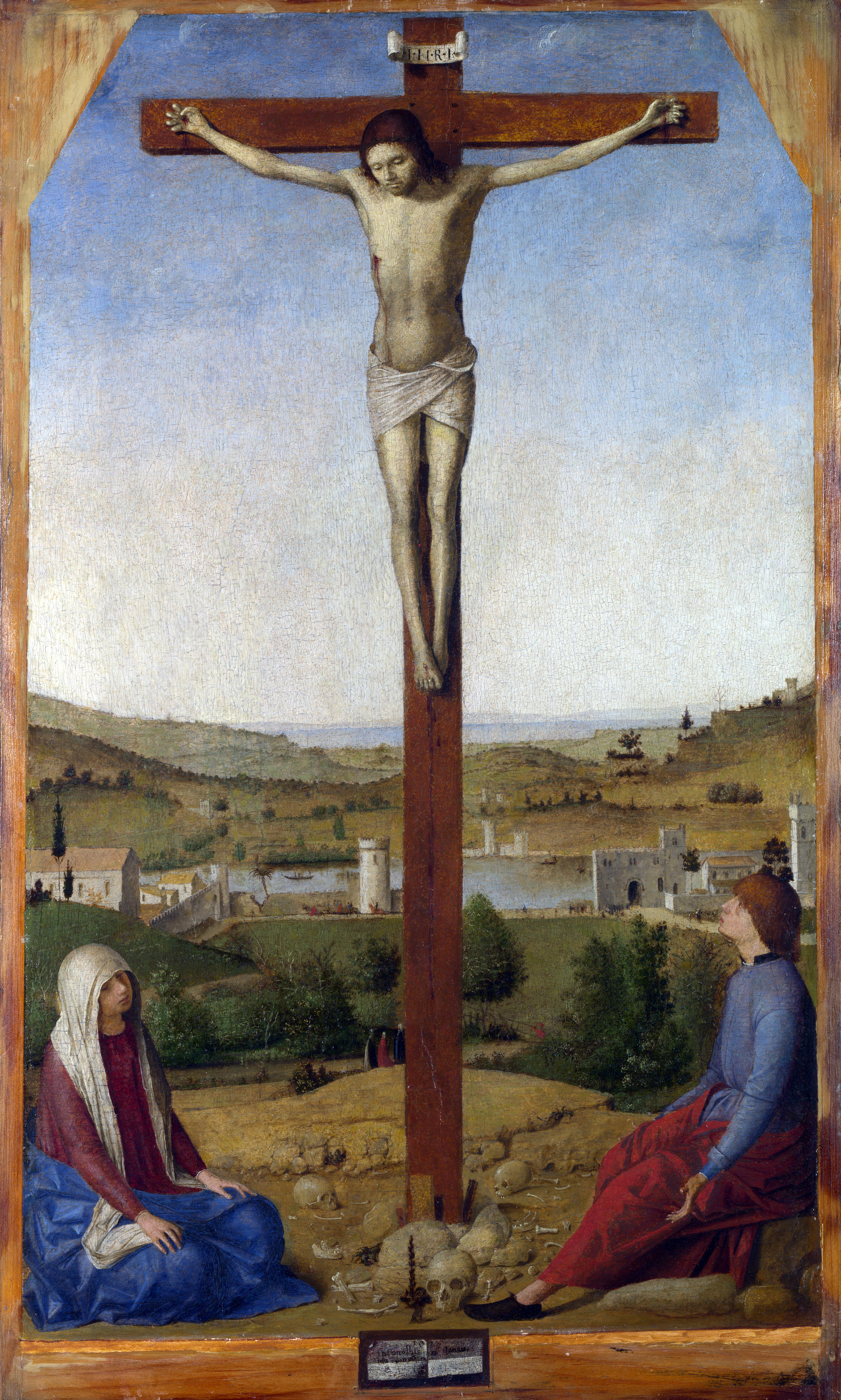
Распятие. 1475. Дерево, масло. Национальная Галерея, Лондон
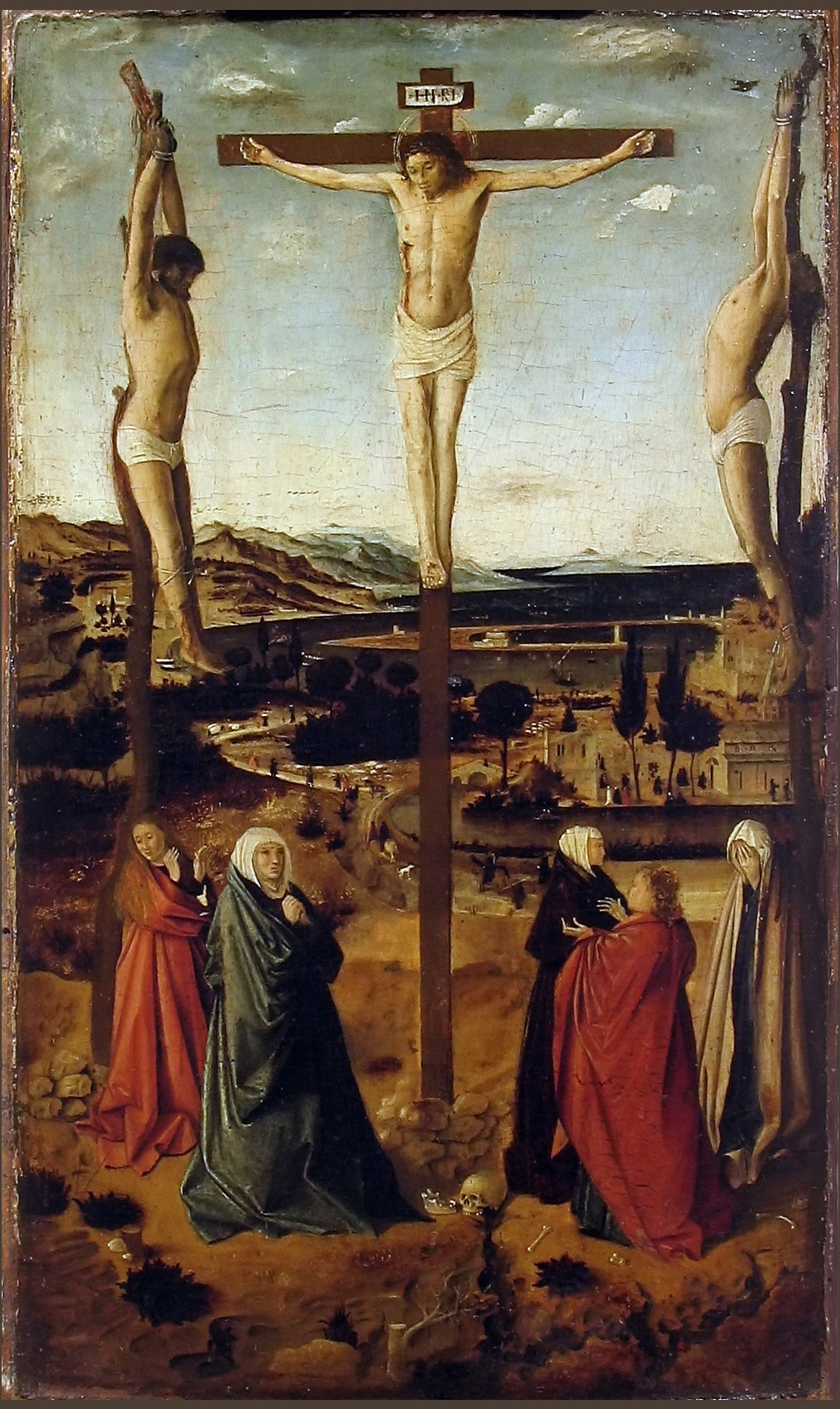
Распятие. 1455. Дерево, масло. Национальный музей Брукенталя, Сибиу, Румыния
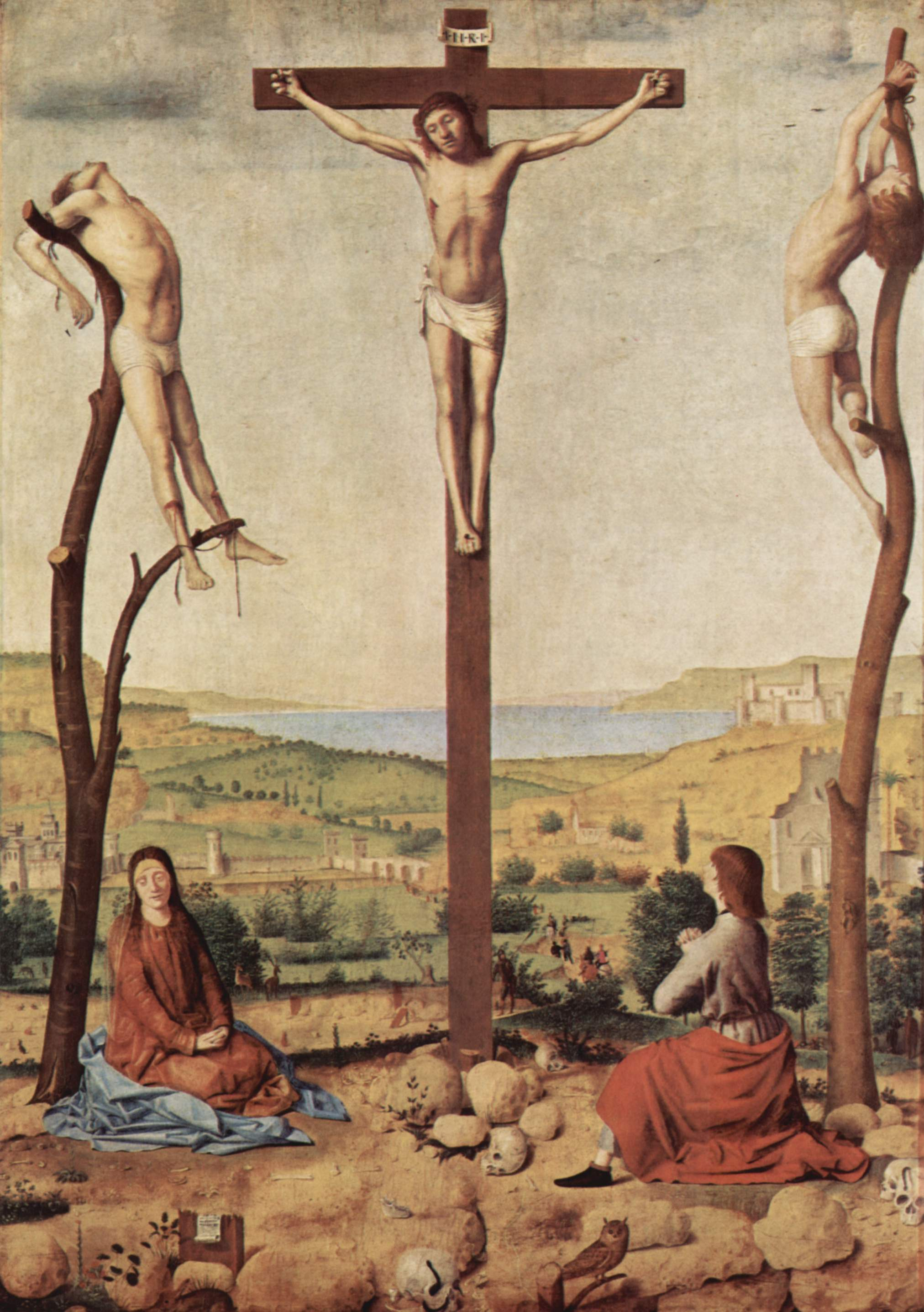
Распятие с Марией и Иоанном. 1475. Дерево, масло. Королевский музей изящных искусств, Антверпен
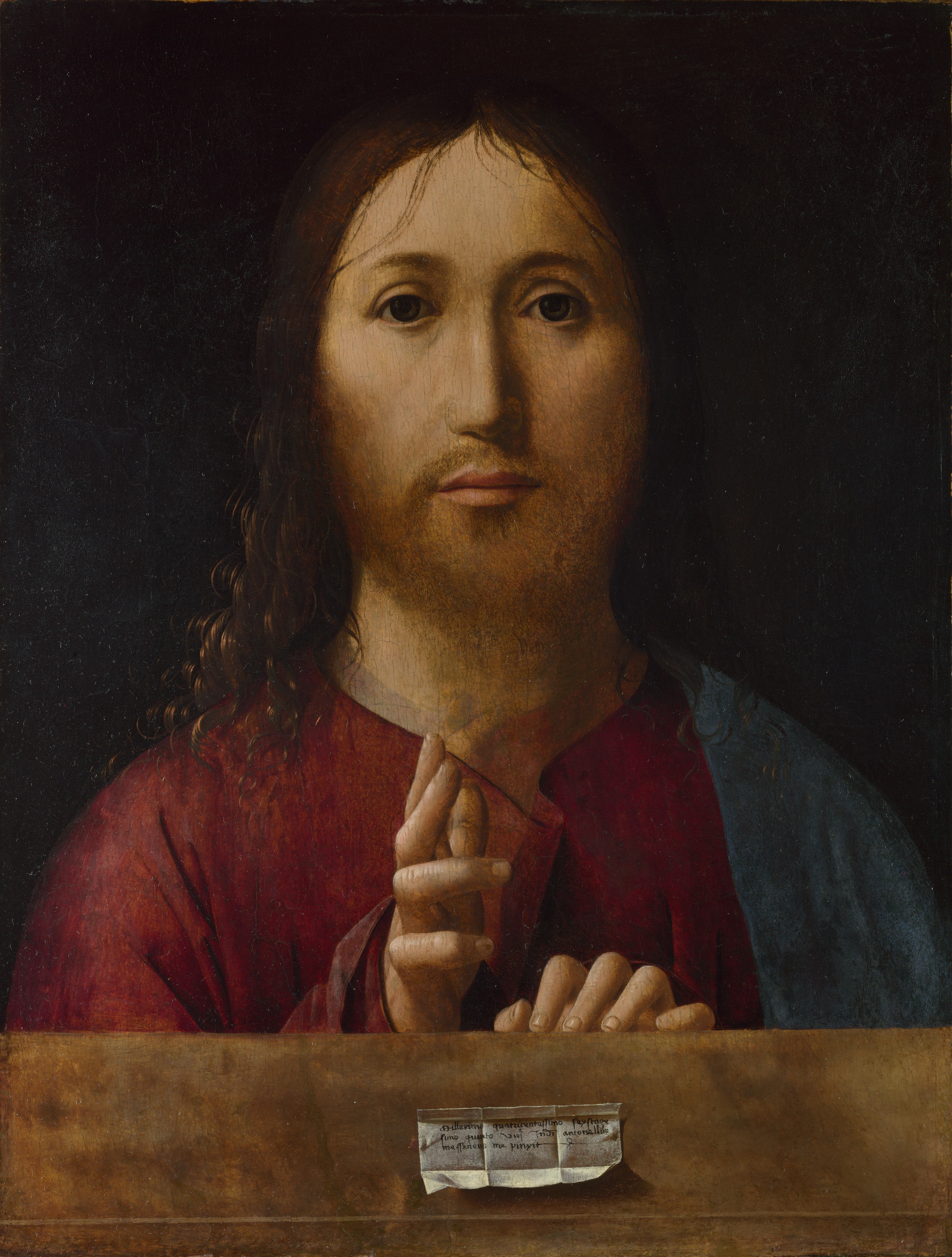
Спаситель мира. Между 1465 и 1475. Дерево, масло. Национальная галерея, Лондон
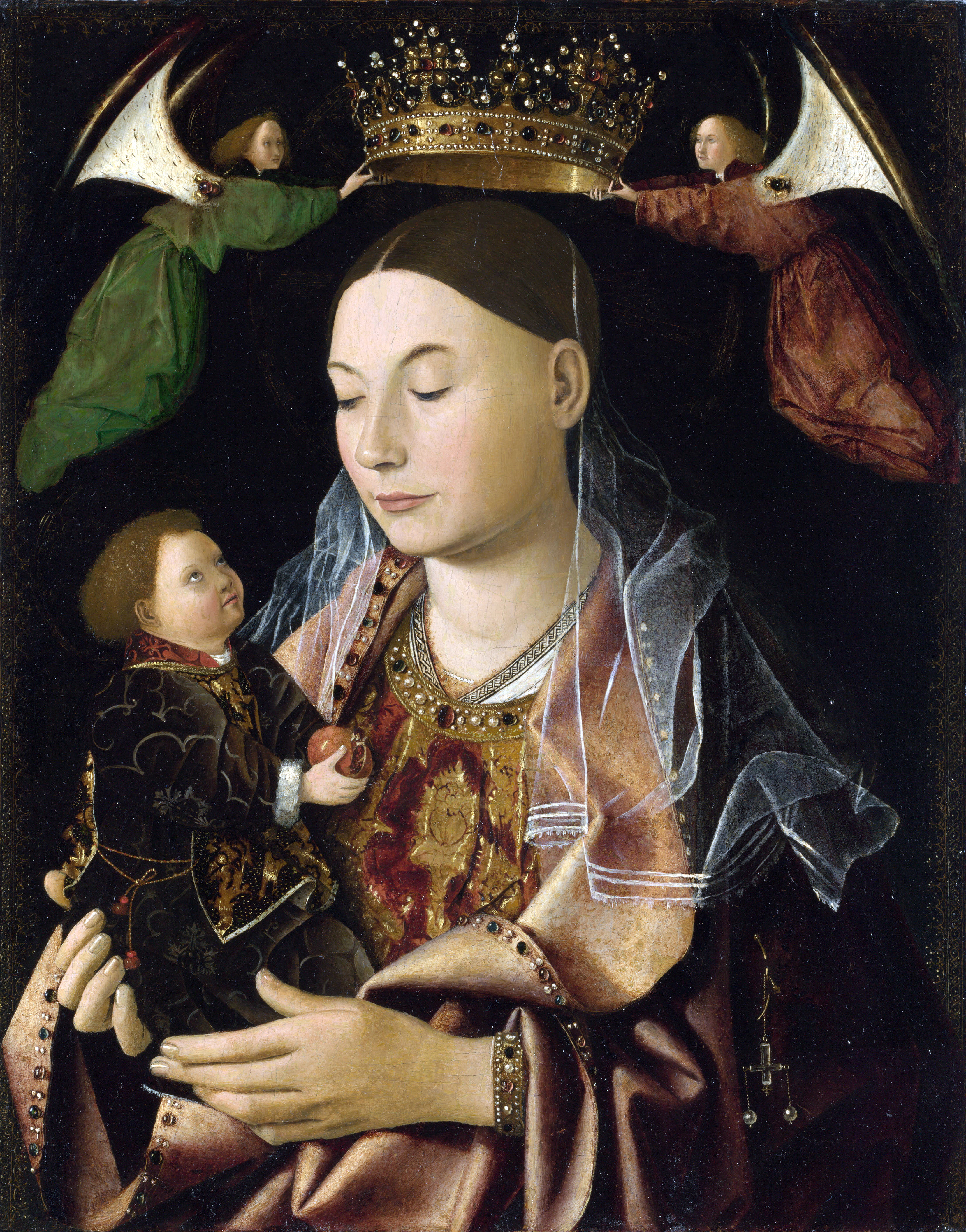
Мадонна из коллекции Джорджа Солтинга. Ок. 1460. Дерево, масло. Национальная галерея, Лондон
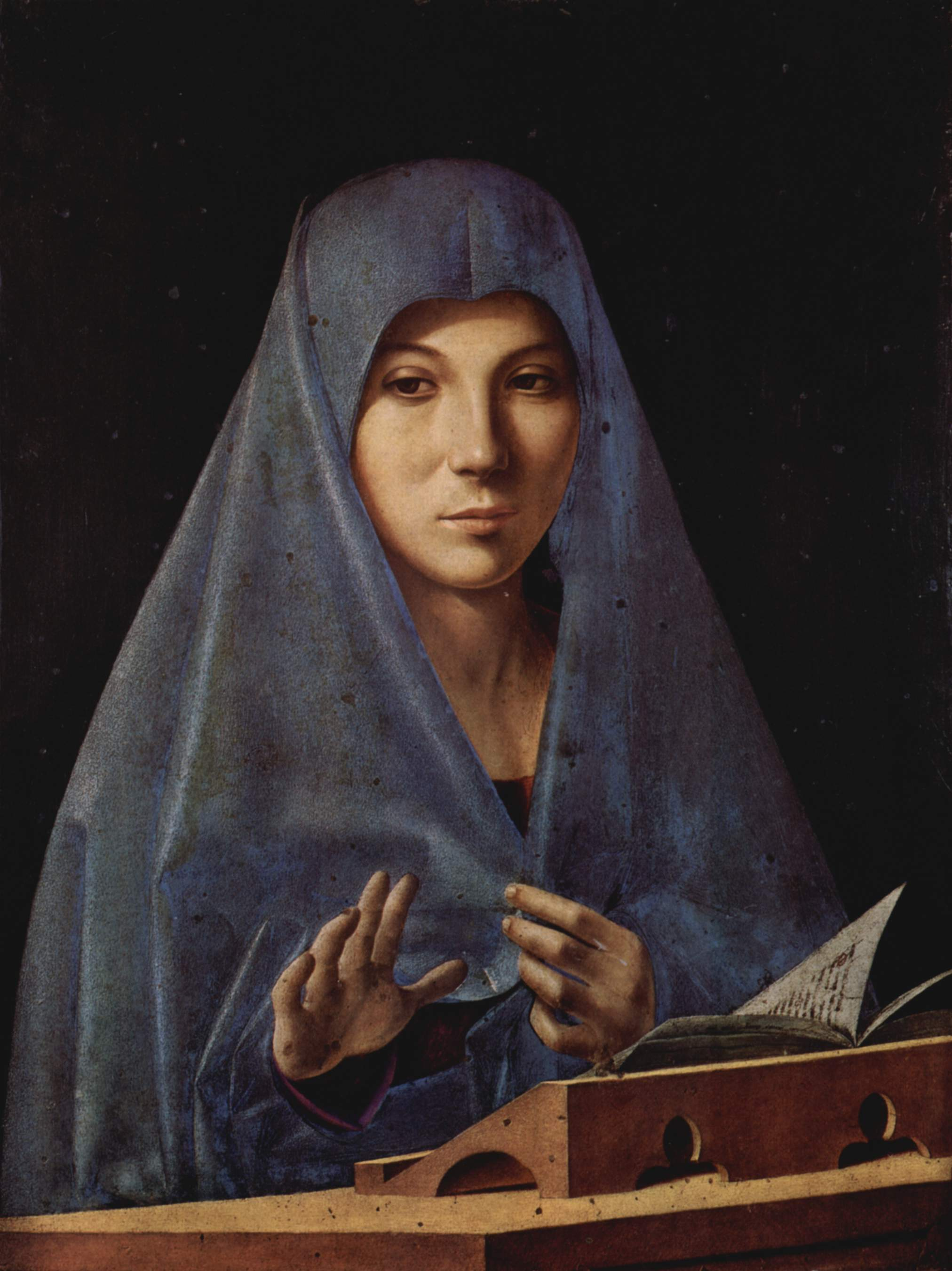
Мадонна Аннунциата (Объявляющая). Ок.1476. Дерево, масло. Региональная галерея, Палермо
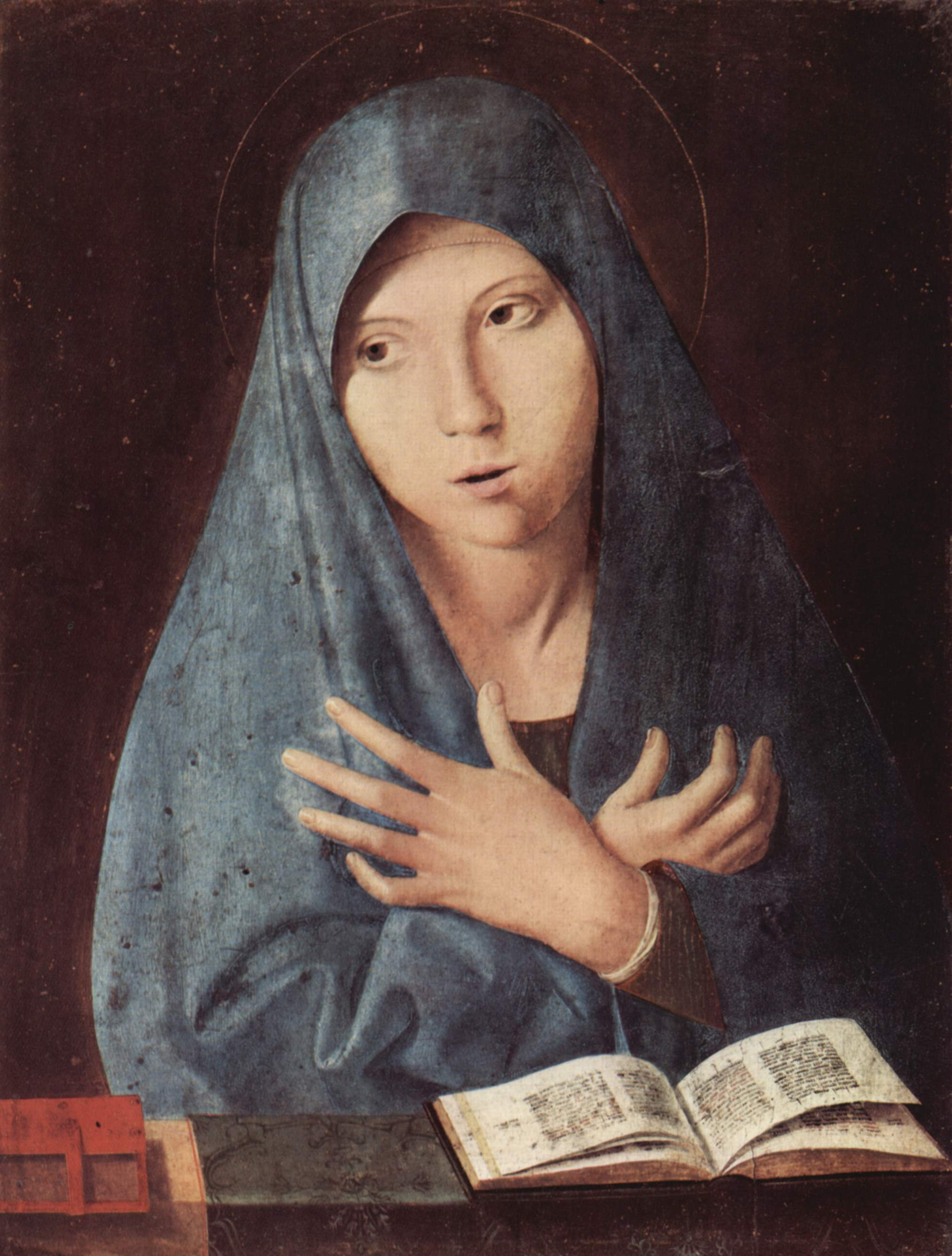
Мария Аннунциата. 1473. Дерево, масло. Старая пинакотека, Мюнхен
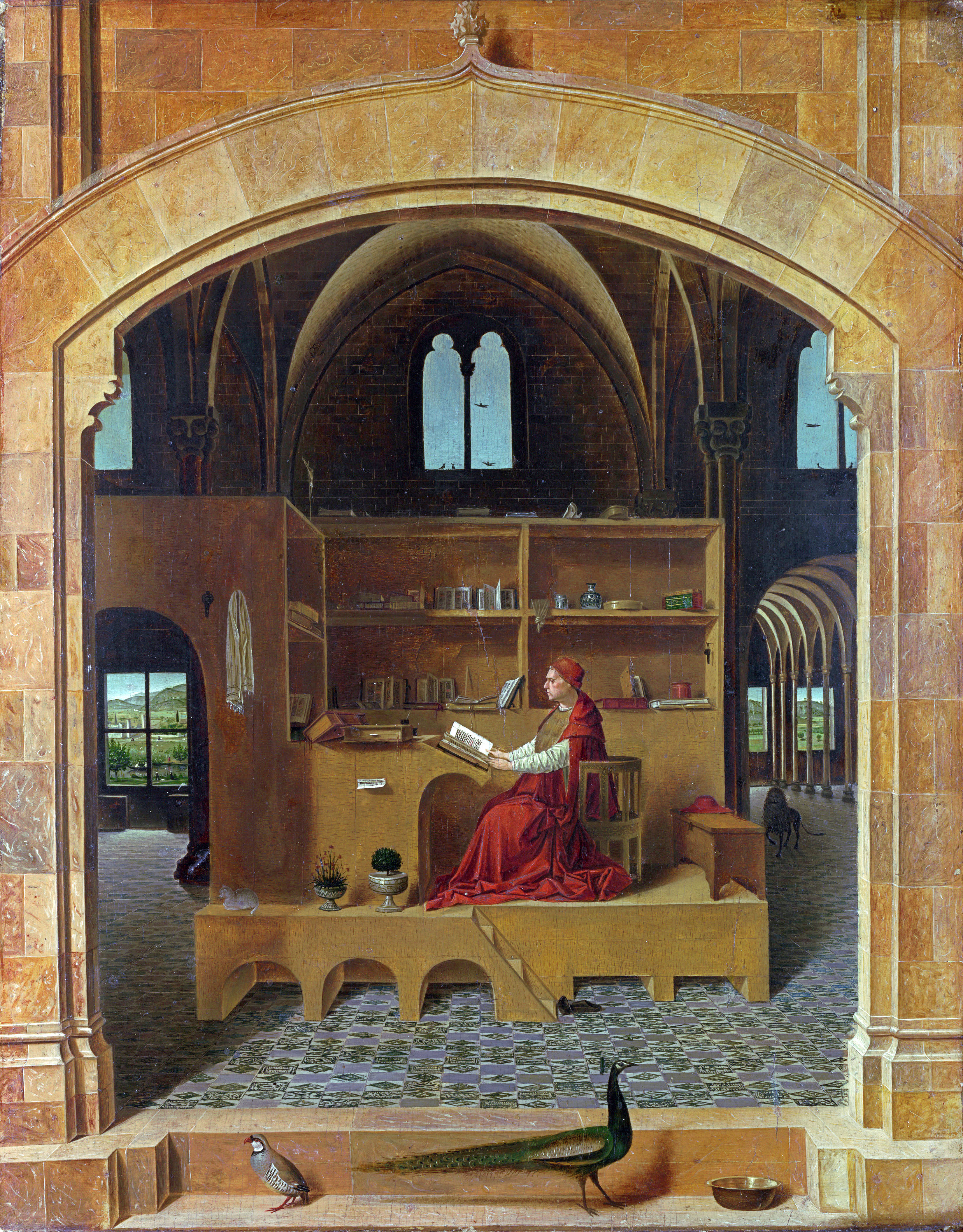
Святой Иероним в своём кабинете. Ок. 1474. Дерево, масло. Национальная галерея, Лондон

## Портретное искусство Антонелло
В 1470-е годы значительное место в творчестве художника стали занимать портреты, отмеченные характерными чертами нидерландского искусства: тёмный нейтральный фон, детальная передача мельчайших деталей модели. Портретное искусство Антонелло оставило глубокий след в венецианской живописи конца XV — начала XVI веков. Творчество Антонелло да Мессина является примером того, как в итальянской живописи примерно с 1470 года новые формы портрета распространялись повсеместно почти одновременно, иногда — независимо друг от друга, и нередко — благодаря установлению контактов между художественными школами и определяющей ролью нескольких ведущих мастеров. Так, одновременно с Андреа Мантеньей в 1470-е годы Антонелло да Мессина, создал ряд произведений, являющихся образцом трёхчетвертного погрудного портрета, на десятилетия определившего основной путь развития искусства портретного жанра в целом.
В портретах Антонелло, в отличие от предыдущих венецианских и флорентийских мастеров, обычно использовавших «медальонную позу» в профиль, доминирует положение портретируемого в три четверти, что позволяет художнику полнее передавать психологические характеристики модели. По сравнению с фламандцами Антонелло меньше внимание обращал на детали: персонаж как правило помещен на тёмном фоне, слегка повернутым вправо, глаза смотрят прямо на зрителя, свет освещает правую сторону лица, а левая находится в тени.
Все сохранившиеся работы этого рода относятся к зрелому периоду творчества художника: Сицилия и Венеция, 1465—1476 годы. Антонелло разрабатывал одну композиционную форму портретa, мало меняя её в дальнейшем. Из северной традиции он выбрал наиболее лаконичное решение, одновременно, и наиболее эмоциональное. Он писал модель погрудно, чаще в головном уборе, и с пристальным взглядом, направленным прямо на зрителя. Взгляд моделей Антонелло очень выразителен, он прорывается через некоторую отчуждённость и психологическую замкнутость образа, чуть скошен в сторону, противоположную повороту головы, и оттого кажется напряжённым. Предельно упростив композицию портрета, художник достиг необыкновенной ясности и концентрированности изобразительных средств. Художник не писал руки и не изображал аксессуаров. Благодаря парапету на переднем плане и перспективной раме портретный бюст, чуть отодвинутый в глубину, приобретал пространственность. Точка зрения чуть снизу придаёт изображению оттенок монументальности. На «каменном» парапете как правило изображена бандероль: бумажка, «прикреплённая» каплей сургуча, с надписью «Антонелло Мессинец меня написал» и датой. Иллюзия трёхмерности усиливается мягкой световоздушной средой. Ближайшей аналогией портретам Антонелло в Нидерландах может служить «Портрет неизвестного в красном тюрбане» Я. ван Эйка.

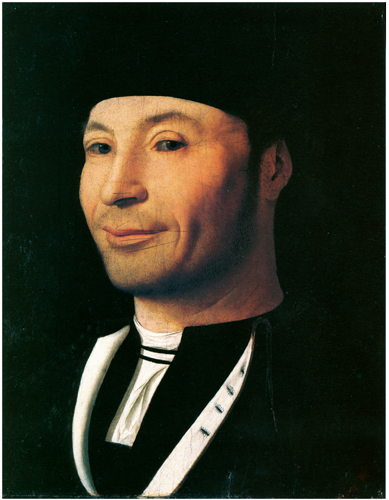
Портрет неизвестного. 1460-е. Дерево, масло. Музей Мандралиска, Чефалу
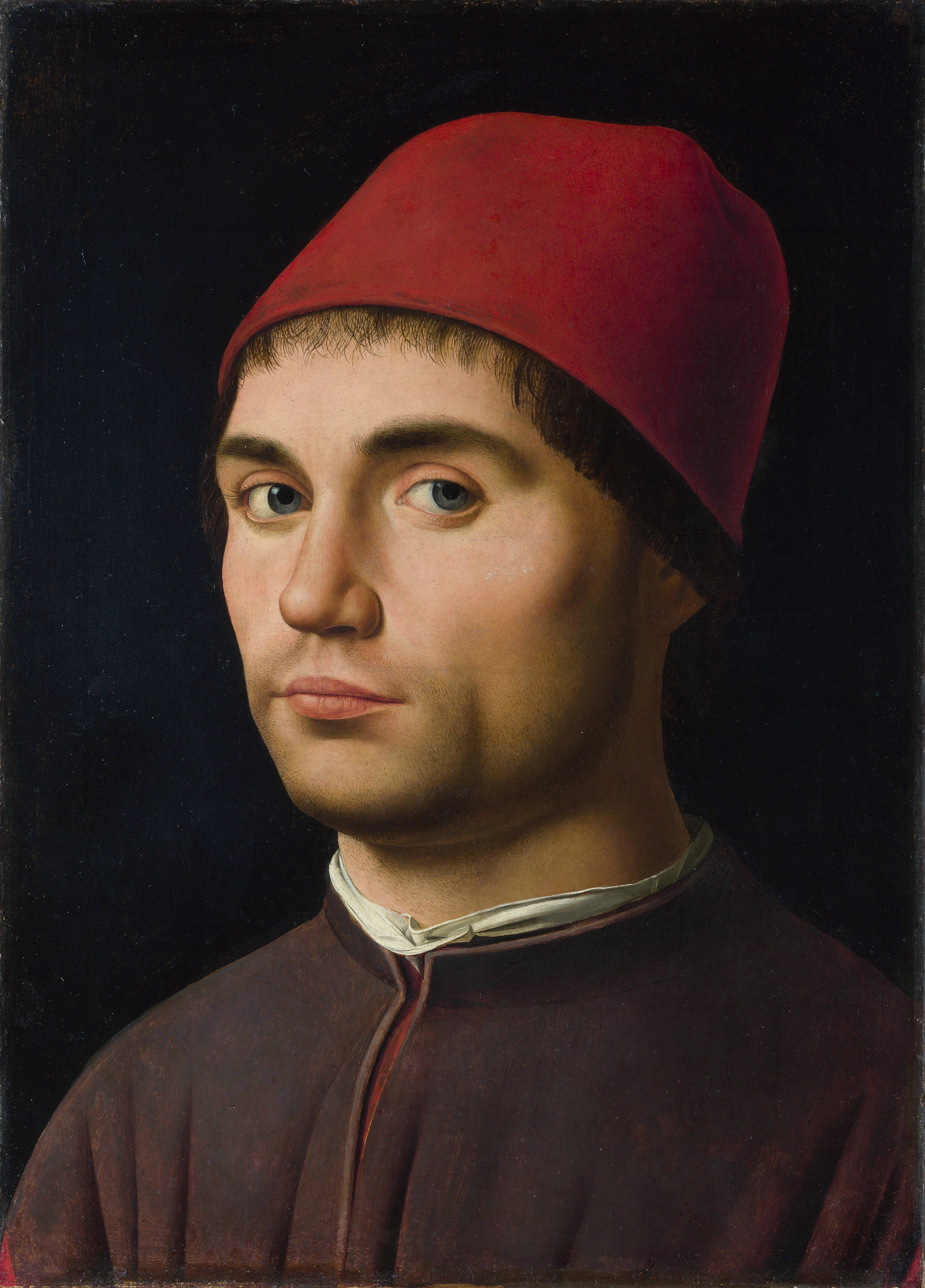
Мужской портрет (Автопортрет?). Ок. 1475. Дерево, масло. Национальная галерея, Лондон
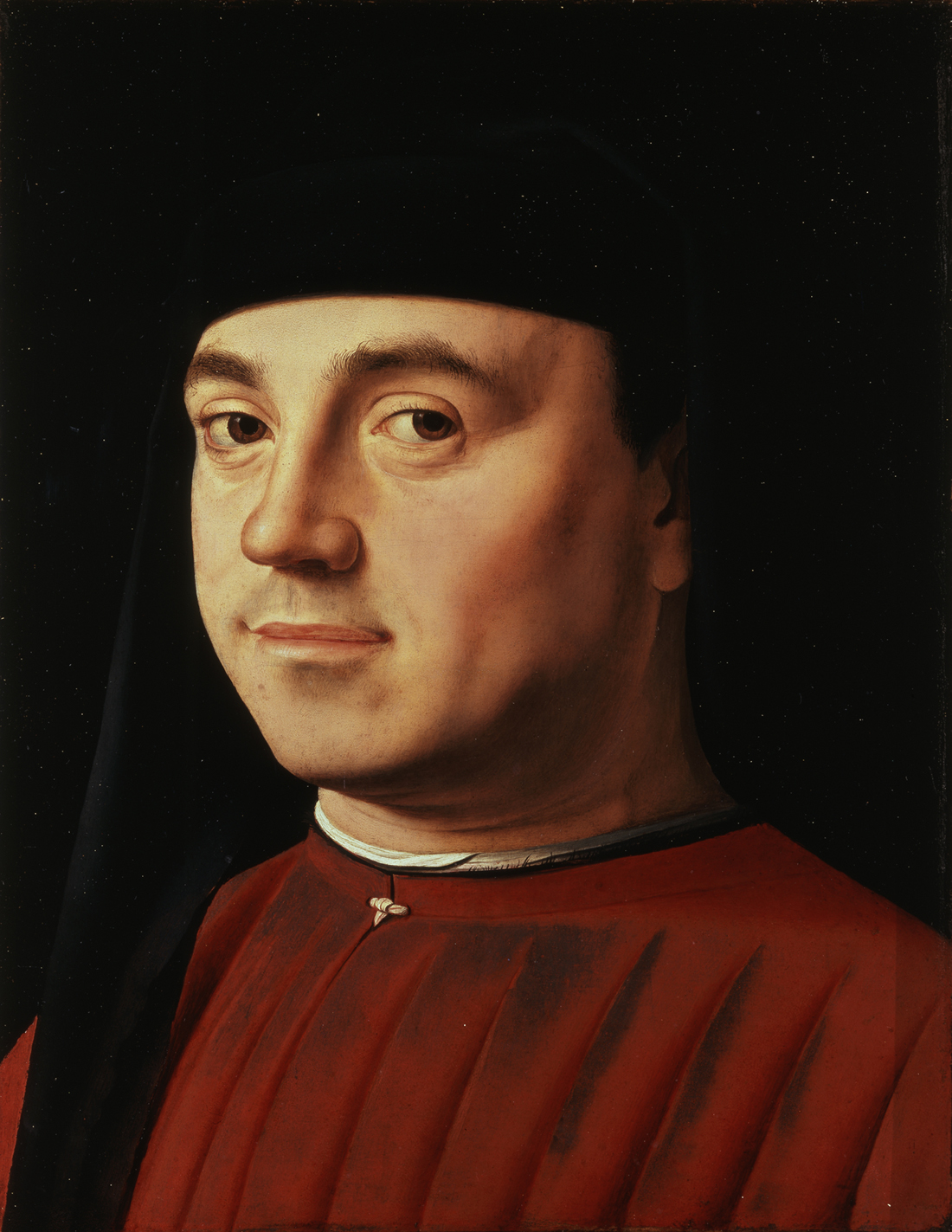
Мужской портрет. Дерево, темпера, масло. Галерея Боргезе, Рим
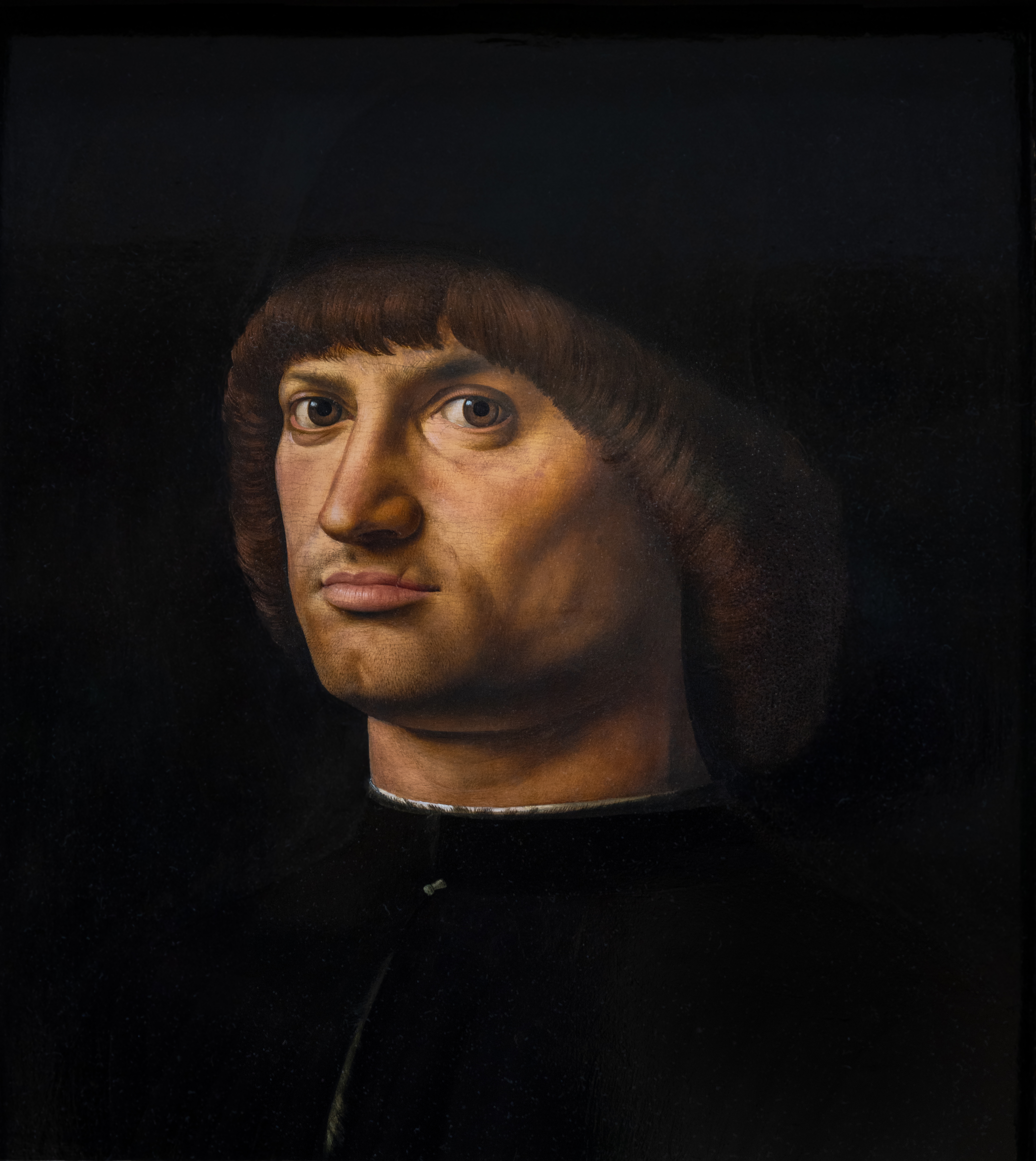
Кондотьер. 1475. Дерево, масло.  Лувр, Париж
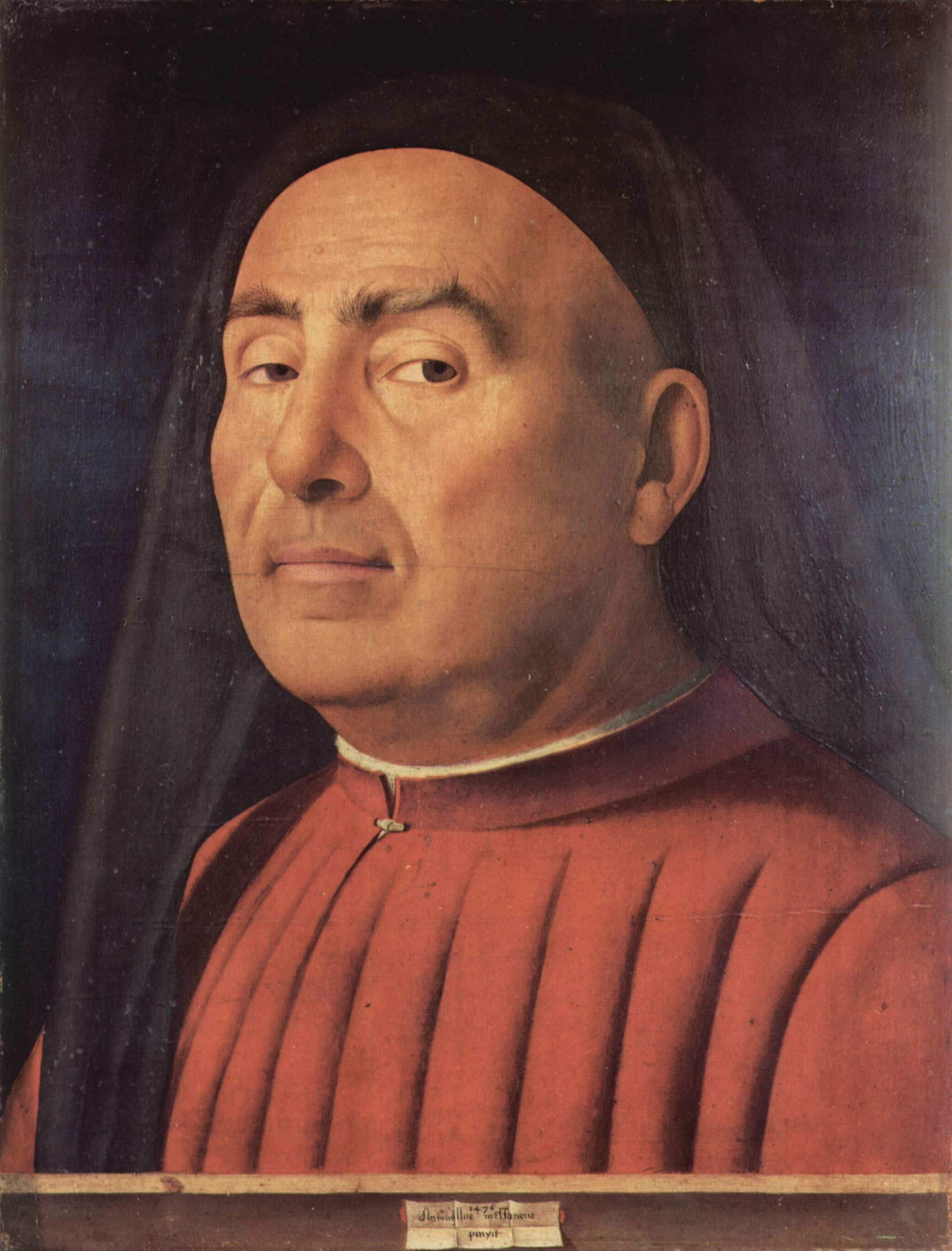
Портрет старика (Тривульцио де Милано?). 1476. Дерево, масло. Муниципальный музей старого искусства, Турин
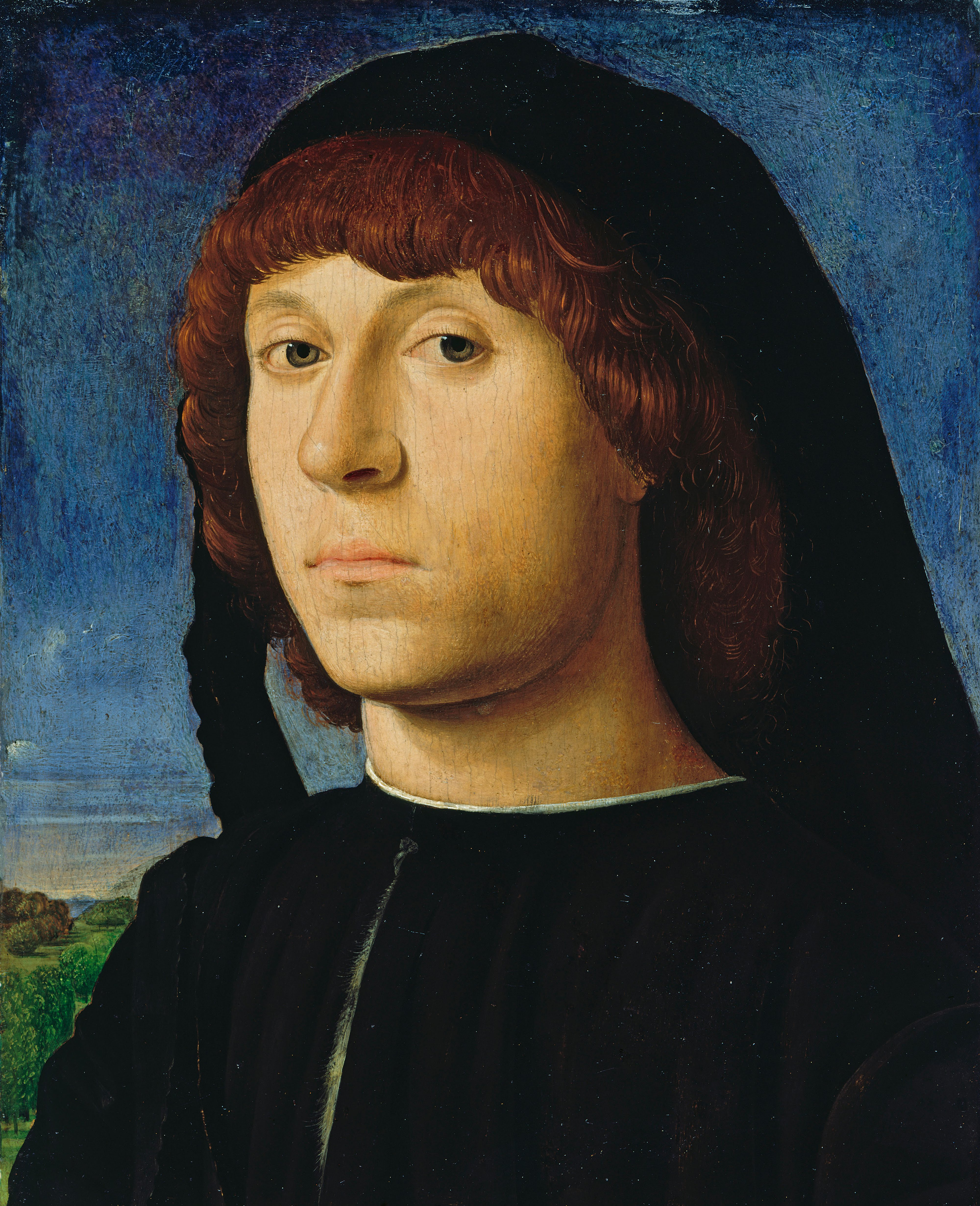
Мужской портрет. 1478. Дерево, масло. Берлинская картинная галерея

На формирование композиционного типа трёхчетвертного живописного портрета могли повлиять скульптурные портреты Доменико Гаджини и Франческо Лаураны 1460—1470-х годов. Антонелло также передаёт портретируемых осязаемо трёхмерно, но, в отличие от скульптуры — не фронтально, а в подвижном трёхчетвертном повороте.
Самым ранним из сохранившихся считается «Портрет неизвестного» из Чефалу. Как и другие портреты работы Антонелло, он впечатляет жизненностью и правдоподобием. Черты мужчины крупные, тяжёлые; на подбородке и на щеке пробивается щетина; он смотрит искоса и производит впечатление хитрого, самоуверенного и недоброго человека. Однако самое примечательное в портрете — это улыбка. В отличие от нидерландских портретов, модель этой картины улыбается. Антонелло стал первым художником XV века (задолго до Леонардо да Винчи), сумевшим открыть выразительность улыбки. В. Н. Гращенков утверждал, что «самое примечательное» в портретах Антонелло это улыбка, которая, «даже едва приметная, освобождает лицо от бесстрастной отчуждённости; она как бы приоткрывает внутренний мир человека, делая его более определённым и доступным для постороннего взора». Правда, эта улыбка ещё не стала подлинным средством индивидуализации образа: у неё было много общего с безличной архаической улыбкой. Тем не менее самодовольная ухмылка, с которой неизвестный смотрит на зрителя, прекрасно передаёт внутреннюю сущность портретируемого.
В 1475 году Антонелло на два года поселился в Венеции, и к этому периоду относятся его лучшие портреты. В них сохраняется иллюзионизм подобный нидерландскому «арс нова», но они насыщаются героическими интонациями (воспринятыми у Мантеньи). К этому периоду относится «Мужской портрет» из галереи Боргезе, а также так называемый «Кондотьер» из Лувра (1475), который считается одним из самых «нидерландских» портретов Антонеллы, а по интерпретации образа — один из самых итальянских по духу. У нидерландских портретистов не встречалось такого энергичного рельефа и смелости обобщения. Взгляд «кондотьера» сверлящий, напряженно застывший. Этот луврский портрет явно навеян героическими образами Мантеньи, но в нём нет типизации (по мнению Гращенкова, моделью этого портрета мог быть знаменитый кондотьер Роберто да Сансеверино). В портрете из галереи Боргезе Антонелло даёт погрудное изображение крупным планом, а точку зрения берёт чуть сверху, и от этого очертания обретают большую подвижность, и в перспективном сокращении меняются абрис щеки и носа, сильнее скошены глаза, а рельеф создаётся тенями более явственно.
Портрет старика (Тривульцио де Милано?) — шедевр того времени; художник написал человека с оттенком иронического пренебрежения на лице. В нём изображение энергично выдвинуто на передний план и заполняет всё свободное пространство, будто вплотную подступая к зрителю — это впечатление достигается сильным смещением точки зрения вниз, когда портретный бюст строится в перспективном ракурсе «снизу вверх».
Со временем портретное искусство Антонелло да Мессина становилось более классическим и «плэнерным». К этому периоду относится его последний портрет (в Берлинской картинной галерее). В нём ощущается влияние живописи Пьеро делла Франческа, но освещённость пейзажа и лица не согласованы (из-за чего предполагалось, что изначально фон был нейтрально тёмным, а потом сделан пейзажным). Художник постарался привести к гармонии пейзаж и парапет, дав им единое перспективное сокращение. Но такая высоко взятая точка зрения оказалась недостаточно увязана с портретным бюстом, изображённым «снизу вверх». Изменить подобным образом однажды найденную портретную формулу Антонелло побудили следующие факторы — тяготение передовых венецианских живописцев к «плэнеризму», а также то, что в Венеции у него перед глазами оказались готовые образцы подобных решений: новаций Ханса Мемлинга, который создавал трёхчетвертной разворот на фоне пейзажа и не прибегал к помощи обрамлений окна или лоджии, ограничивавших окружающее пространство. По письменным источникам известно, что несколько картин Мемлинга находилось в домах венецианских патрициев.
В отличие от Мемлинга Антонелло не изображал развитого пейзажного фона. Ландшафт занимал маленький кусочек пространства, всё остальное — небо с белыми облаками. Светлый фон, взамен привычного художнику тёмного, давал возможность более мягкой и прозрачной светотеневой «лепки» лица. Ослабевает острота персональной характеристики модели, спокойнее взгляд и неподвижнее губы. Перед нами — спокойствие, новый художественный идеал, который определит ведущее направление в развитии венецианского портрета. Показательно, что ни в одном портрете Антонелло, вероятно, изображавших южноитальянских баронов или венецианских патрициев, нет избыточной роскоши одежды, которая позволила бы судить об их социальном положении. Художник показывает их человеческую, личную уникальность, а не сословную исключительность.

## В кинематографии
Антонелло да Мессина изображён под именем Антонелло ди Террачина в фильме «Фламандские секреты» («Тайны фламандцев») 1974 г.